# Ludwig Hallberger

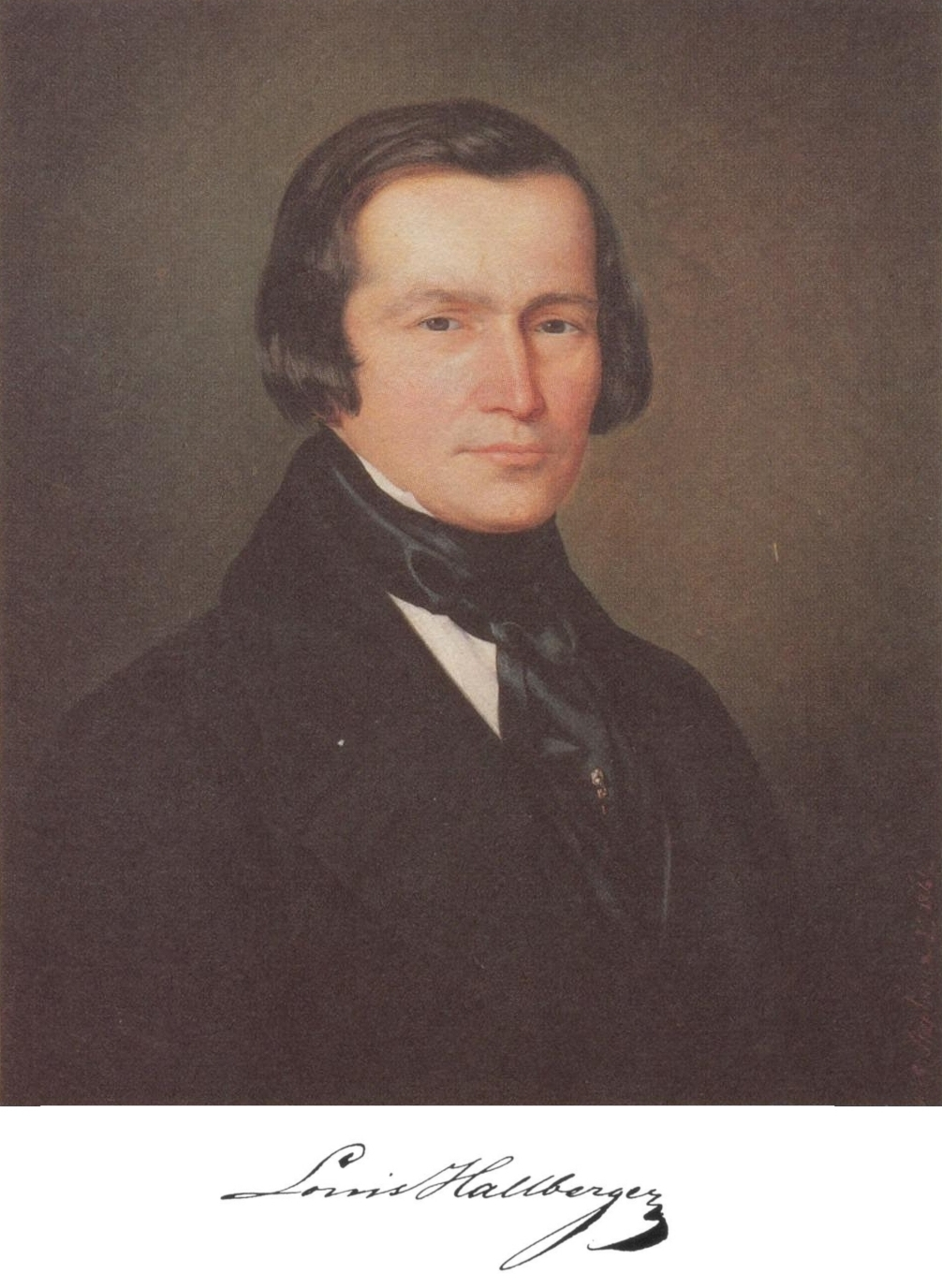
Louis Hallberger im Alter von 48 Jahren. Gemälde von Michaël Stapleaux, 1844.

Ludwig Hallberger, genannt Louis Hallberger (* 16. November 1796 in Plochingen; † 9. Juni 1879 in Stuttgart) war ein deutscher Buchhändler und Verleger. Er gründete 1831 die Hallberger’sche Verlagsbuchhandlung, die in den dreißiger und vierziger Jahren zu den bedeutendsten in Deutschland zählte.
1848 gründete sein Sohn Eduard Hallberger eine Verlagshandlung, die durch illustrierte Zeitschriften und Prachtbildbände sehr erfolgreich wurde. 1873 fusionierte die Hallberger’sche Verlagsbuchhandlung mit der Verlagshandlung Eduard Hallberger, aus der 1881 die Deutsche Verlags-Anstalt hervorging.

## Leben
Ludwig Wilhelm Friedrich Hallberger, genannt „Louis“, wurde am 16. November 1796 als Sohn des wohlhabenden Plochinger Kaufmanns Gottlieb Friedrich Hallberger in Plochingen geboren. Er erlernte den Beruf des Kaufmanns bei dem französischstämmigen Stuttgarter Tuchhändler Georg Friedrich Barrier (1770–nach 1810), der das Haus Königstraße 54 besaß und dort sein Geschäft unterhielt. Er betätigte sich einige Jahre als Handlungsreisender für Barrier und erwarb Ende 1819 das Stuttgarter Bürgerrecht. Anfang 1820 heiratete er Henriette Barrier, die Tochter seines Lehrherrn, und wurde als Schwiegersohn auch dessen Geschäftsteilhaber. Aus der Ehe gingen drei Kinder hervor:
- Friedrich von Hallberger (1820–1892), Obertribunalrat.
- Eduard Hallberger (1822–1880), er gründete 1848 die Verlagshandlung Eduard Hallberger, die nach seinem Tod 1881 in die Deutsche Verlags-Anstalt umgewandelt wurde.
- Karl von Hallberger (1823–1890), ab 1881 Generaldirektor der Deutschen Verlags-Anstalt.[2]

|  |

Hallbergers Ehefrau verstarb nach nicht einmal vierjähriger Ehe 1823 nach der Geburt ihres dritten Kindes. Hallberger gab seinen Anteil am Geschäft des Schwiegervaters zurück und gründete
eine Textilgroßhandlung. 1827 beteiligte er sich an der Brodhag’schen Buchhandlung, deren Gründer Friedrich Brodhag und die Brüder Friedrich Gottlob Franckh und Johann Friedrich Franckh waren. Die Franckh-Brüder hatten einen Teil des Franckh’schen Verlags in die neue Firma übernommen. Ab 1829 erlernte Hallberger bei seinem Freund Paul Neff den Beruf des Verlegers. 1830 beendigte er seine Verbindung mit der Brodhag’schen Buchhandlung und gründete im September 1831 seinen eigenen Verlag, die Hallberger’sche Verlagsbuchhandlung, die bis zur Fusion mit der Verlagshandlung seines Sohnes Eduard  1873 Bestand hatte.
Im Zweiten Weltkrieg wurden alle Unterlagen vernichtet, die über den wirtschaftlichen Erfolg von Hallbergers Verlag Auskunft geben könnten. Jedenfalls kaufte Hallberger im Jahr der Verlagsgründung 1831 in bester Lage ein großes Haus an der Königstraße, wahrscheinlich auch mit Geld seiner Frau, und 1856 ein Haus in der Marstallstraße. Alsbald war er in der Lage, eine Druckerei einzurichten, die 1840 nach der Cotta’schen die zweitgrößte am Platze war und 1850 von seinem Sohn übernommen wurde. Sein Verlag überlebte die zahlreichen Neugründungen und ständigen Wechsel in der Branche. Am Zeitschriftenboom der vierziger und fünfziger Jahre beteiligte er sich kaum, das überließ er seinem sehr erfolgreichen Sohn Eduard. 1873 fusionierte sein Verlag mit der Verlagshandlung seines Sohnes.
Ernst Kelchner, ein zeitgenössischer Kenner der Verlagsbranche, urteilte in Hallbergers Todesjahr 1879: „In den dreißiger und vierziger Jahren zählte die Hallberger’sche Verlagsbuchhandlung zu den bedeutendsten in Deutschland.“ Meyers Lexikon bescheinigte Hallberger 1908, dass sein Verlag „in den 1830er Jahren im Mittelpunkt der belletristischen Bewegung stand“.
Nach dem Tod seiner Frau 1823 heiratete Hallberger nicht noch einmal. Er verstarb im Alter von 82 Jahren am 9. Juni 1879 in Stuttgart. Ein Jahr später starb sein Sohn Eduard von Hallberger im Alter von nur 58 Jahren. Beide fanden ihre letzte Ruhe im Hallberger-Mausoleum auf dem Pragfriedhof in Stuttgart.

## Verlagsprogramm
| - Fürst Pückler-Muskau, Briefe eines Verstorbenen, 1831. - Nikolaus Lenau, Neuere Gedichte, 1838. - Karl von Rotteck, Lehrbuch des natürlichen Privatrechts, 1840. - Karl Julius Weber, Briefe eines in Deutschland reisenden Deutschen, 1855. |

Hallberger übernahm einige seiner ersten Autoren aus dem Franckh’schen Verlag, darunter seine ersten Bestsellerautoren: den heute vergessenen, damals sehr beliebten Unterhaltungsschriftsteller Karl Spindler, von dem 101 Romanbände bei Hallberger erschienen, und den genialen Landschaftsgestalter und brillanten Reiseschriftsteller Fürst Hermann von Pückler-Muskau, dessen „Briefe eines Verstorbenen“ reißenden Absatz fanden. Später konnte Hallberger Nikolaus Lenau an sich binden, einen großen Dichter des Weltschmerzes wie Lord Byron. Auch einzelne Werke von Ludwig Bechstein, Honoré de Balzac und Charles Dickens erschienen in seinem Verlag.
In seinem politischen Fachbuchprogramm war der Verlag nicht auf eine bestimmte Richtung festgelegt. Hallberger gab zum Beispiel ein freizügiges, 12-bändiges satirisches Werk des Schriftstellers Karl Julius Weber heraus und veröffentlichte auch Werke völlig konträrer Autoren. So veröffentlichte er zwei Literaturgeschichten, eine von Heinrich Laube, einem Vertreter des Jungen Deutschland, und eine von Wolfgang Menzel, einem aggressiven Gegner des Jungen Deutschland. Er publizierte politische Werke von so unterschiedlichen Autoren  wie Friedrich von Gentz, einem Verfechter des konservativ-legitimistischen Prinzips, und von Karl von Rotteck, einem führenden Vertreter des radikalen Liberalismus.

## Wohn- und Geschäftshäuser
|  |  |

Louis Hallbergers erstes eigenes Wohn- und Geschäftshaus war das Haus Königstraße 3 in Stuttgart, in bester Lage zwischen dem Königstor, dem Marstall, der St.-Eberhardskirche, dem Theater und dem Schlossplatz. Sein Sohn Eduard Hallberger gründete 1848 eine eigene Verlagshandlung und nahm seinen Wohn- und Geschäftssitz ebenfalls in dem väterlichen Haus Königstraße 3, bis er 1857 ein eigenes Gebäude in der Königstraße 18 bezog. 1856 erwarb Louis Hallberger das neben seinem Haus übereck liegende Gebäude Marstallstraße 2 als Wohnhaus, das Haus Königstraße 3 behielt er als Verlagssitz bei.
Aus den Memoiren des Schriftstellers Friedrich Wilhelm Hackländer geht hervor, dass Hallberger in dem großen Haus Königstraße 3 auch Wohnungen vermietete:
- „So rückte der Tag der Abreise heran, zu welchem der Prinz Hugo Hohenlohe, Meister der ‚Glocke’, noch eine solenne Abschiedsfeier in seiner Wohnung, die damals im Hause des Buchhändlers L. Hallberger war, veranstaltete.“ – Die Gocke war eine Stuttgarter Künstlervereinigung, die Hackländer mitgegründet hatte. Ihr gehörte auch Kronprinz Karl an, zu dessen Ehre im November 1843 eine Abschiedsfeier stattfand, bevor er mit seinem Privatsekretär Hackländer zu einer Italienreise aufbrach.[9]

- Nach seiner Entlassung als Privatsekretär 1849 fand Hackländer vorerst „zwei Zimmer im Hause des Buchhändlers L. Hallberger in der Königsstraße, recht passend für mich, da Haus und Lage zu den elegantesten Stuttgarts gehörte und ich doch meinen Feinden nicht das Vergnügen machen durfte, irgendwo in den dritten Stock einer Seitenstraße zu ziehen“.[10]

## Hallberger-Mausoleum
| - Entwurf von Adolf Gnauth, 1874. | - Mausoleum, 2012. |

1875/1876 ließ die Familie Hallberger in Abteilung 8 des Pragfriedhofs durch den Architekten Adolf Gnauth ein monumentales klassizistisches Mausoleum errichten. Nach Ausweis der Inschriften ruhen in dem Mausoleum Louis Hallberger († 1879) und sein Sohn Eduard Hallberger († 1880).
Das Mausoleum ist einem antiken Tempel nachempfunden. Es erhebt sich etwa 15 Meter (ohne die Dachfigur) über einer Grundfläche von 13 mal 9 Metern. Die Vorderseite wird durch ein offenes Portal und zwei flankierende offene Fenster gegliedert. Das Portal wird von zwei ionischen Säulen eingefasst und von einem Dreiecksgiebel bekrönt. Den seitlichen Abschluss bilden zwei breite Pfeiler, die ebenso wie die Fensterbrüstungen Reliefs mit Trauersymbolen tragen. Über einem Mäanderfries mit der Inschrift „Familie Hallberger“ wird der Bau von einem überkragenden Gebälk bekrönt. Auf dem Dach erhebt sich über einem zweistufigen Podest die Figur einer sitzenden Trauernden.
Zwei seitliche Freitreppen führen zum Innenraum des Mausoleums mit einer Steinbank in der Mitte und je 4 leeren Figurennischen an den Seiten. Waagerechte Mäanderbänder und ein gemalter Ornamentfries als oberer Abschluss zieren die Wände. Zwei Treppen vor dem Mausoleum führen hinab zum Untergeschoss, in dem sich die sterblichen Überreste der Verstorbenen befinden. Das Grundstück des Mausoleums ist mit Bodendeckern überwachsen und wird an der Vorderseite durch ein massives eisernes Stabgitter, an den übrigen Seiten durch einen schmiedeeisernen, reich ornamentierten Zaun abgeschlossen. Aus Mitteln der Hallberger-Stiftung wurde das Mausoleum 1981 restauriert. 2018 waren einige Paneele des Zaunes herausgebrochen, und andere Teile des Zauns waren verrostet.
Von den drei großen Stuttgarter Mausoleen ist das Hallberger-Mausoleum das größte, die beiden anderen sind das Mausoleum der Familie Sauters und Entress-Fürsteneck in Abteilung 1 auf dem Pragfriedhof und das Benckendorff-Mausoleum auf dem Friedhof Heslach. Mausoleen dieser Ausmaße sind die Ausnahme in Stuttgart, weil die Bauherren fürchteten, sich in Widerspruch zu der sprichwörtlichen schwäbischen Sparsamkeit und Bescheidenheit zu setzen.

## Ehrungen
- 1985: Die Deutsche Verlags-Anstalt stiftete 1985 eine Gedenktafel für Louis Hallberger, die an dem Haus Königstraße 5 angebracht war (tatsächlich gehörte das Haus seinem Sohn Eduard Hallberger, während ihm das Haus Königstraße 3 gehörte). Seitdem das Haus Königstraße 5 durch einen Neubau ersetzt wurde, ist die Gedenktafel verschwunden.[11]